# Wimbledon 2015 – seniorská čtyřhra legend
Seniorská čtyřhra legend na londýnském grandslamu ve Wimbledon 2015 byla hrána v rámci dvou čtyřčlenných skupin. V základní skupině se páry utkaly systémem „každý s každým“. Vítězná dvojice z každé skupiny postoupila do finále.
Obhájcem titulu byl francouzský pár Guy Forget a Cédric Pioline, který se opět probojoval do přímého utkání o turnajové vítězství. Ve finále však Francouzi podlehli nizozemské dvojici Jacco Eltingh a Paul Haarhuis po dvousetovém průběhu 4–6 a 4–6.

## Herní plán
| Legenda                                                       |                                                                        |                                                   |
| - Q – kvalifikant - WC – divoká karta - LL – šťastný poražený | - Alt – náhradník - SE – zvláštní výjimka - PR/SR – žebříčková ochrana | - w/o – bez boje - r – skreč - d – diskvalifikace |

### Finále
| Finále |                             |   |   |  |
|        |                             |   |   |  |
|        |                             |   |   |  |
| A3     | Jacco Eltingh Paul Haarhuis | 6 | 6 |  |
| B2     | Guy Forget Cédric Pioline   | 4 | 4 |  |

### Skupina A
|    |                                | M Bahrami H Leconte | A Castle J Tarango     | J Eltingh P Haarhuis | T Woodbridge M Woodforde | Zápasy | Sety | Hry   | Pořadí |
| A1 | Mansour Bahrami Henri Leconte  |                     | 3–6, 7–5, [7–10]       | 4–6, 5–7             | 3–6, 6–7(3–7)            | 0–3    | 1–6  | 28–38 | 4.     |
| A2 | Andrew Castle Jeff Tarango     | 6–3, 5–7, [10–7]    |                        | 2–6, 6–7(1–7)        | 4–6, 7–6(7–5), [13–11]   | 2–1    | 4–4  | 32–35 | 2.     |
| A3 | Jacco Eltingh Paul Haarhuis    | 6–4, 7–5            | 6–2, 7–6(7–1)          |                      | 7–5, 6–4                 | 3–0    | 6–0  | 39–26 | 1.     |
| A4 | Todd Woodbridge Mark Woodforde | 6–3, 7–6(7–3)       | 6–4, 6–7(5–7), [11–13] | 5–7, 4–6             |                          | 1–2    | 3–4  | 34–34 | 3.     |

Pořadí bylo určeno na základě následujících kritérií: 1) počet vyhraných utkání; 2) počet odehraných utkání; 3) u dvou párů se stejným počtem výher rozhodoval vzájemný zápas; 4) u tří párů se stejným počtem výher rozhodovalo: a) procento vyhraných setů, b) procento vyhraných her; 5) rozhodnutí řídící komise.

### Skupina B
|    |                                | J Bates C Wilkinson | G Forget C Pioline | R Leach P McEnroe | J Nyström M Pernfors | Zápasy | Sety | Hry   | Pořadí |
| B1 | Jeremy Bates Chris Wilkinson   |                     | 1–6, 6–3, [10–4]   | 3–6, 2–6          | 7–5, 6–1             | 2–1    | 4–3  | 26–27 | 3.     |
| B2 | Guy Forget Cédric Pioline      | 6–1, 3–6, [4–10]    |                    | 6–3, 6–2          | 6–3, 6–3             | 2–1    | 5–2  | 33–19 | 1.     |
| B3 | Rick Leach Patrick McEnroe     | 6–3, 6–2            | 3–6, 2–6           |                   | 6–2, 7–5             | 2–1    | 4–2  | 30–24 | 2.     |
| B4 | Joakim Nyström Mikael Pernfors | 5–7, 1–6            | 3–6, 3–6           | 2–6, 5–7          |                      | 0–3    | 0–6  | 19–38 | 4.     |

Pořadí bylo určeno na základě následujících kritérií: 1) počet vyhraných utkání; 2) počet odehraných utkání; 3) u dvou párů se stejným počtem výher rozhodoval vzájemný zápas; 4) u tří párů se stejným počtem výher rozhodovalo: a) procento vyhraných setů, b) procento vyhraných her; 5) rozhodnutí řídící komise.